# راي ستيوارت
راي ستيوارت (بالإنجليزية: Ray Stewart)‏ (7 سبتمبر 1959 في المملكة المتحدة - ) هو مدرب كرة قدم ولاعب كرة قدم بريطاني في مركز الدفاع. شارك مع منتخب اسكتلندا لكرة القدم. أما مع النوادي، فقد لعب مع دندي يونايتد وسانت جونستون ووست هام يونايتد ونادي ستيرلينغ ألبيون.

## مسيرته الكروية
لعب راي ستيوارت خلال مسيرته الاحترافية مع 4 أندية في ثمانية عشر موسمًا وسجل خلالها 70 هدف ضمن 408 مباراة. حيث فاز في موسم واحد بالكأس ولم يفز بأي دوري.
خاض راي ستيوارت مسيرته مع نادي دندي يونايتد في موسم 1976–77 ليلعب معه أربعة مواسم، مشاركًا في 44 مباراة سجل خلالها 5 أهداف. ثم انتقل إلى نادي وست هام يونايتد في موسم 1979–80 ليلعب معه اثنا عشر موسمًا، حيث شارك في 345 مباراة سجل خلالها 62 هدفًا. لينتقل بعدها إلى نادي سانت جونستون في موسم 1991–92 لمدة موسم واحد، مشاركًا في 17 مباراة سجل خلالها 3 أهداف. ثم انتقل إلى نادي ستيرلينغ ألبيون في موسم 1994–95 لمدة موسم واحد، مشاركًا في مباراتين ولم يسجل أي هدف.

## وصلات خارجية
- راي ستيوارت على موقع الاتحاد الإسكتلندي (الإنجليزية)
- راي ستيوارت على موقع قاعدة بيانات كرة القدم.إي يو (الإنجليزية)
- راي ستيوارت على موقع ناشيونال فوتبول تيمز (الإنجليزية)
- راي ستيوارت على موقع عالم كرة القدم.نت (الإنجليزية)